# Bodianus neopercularis
Bodianus neopercularis е вид бодлоперка от семейство Labridae.

## Разпространение
Видът е разпространен в Маршалови острови и Палау.

## Описание
На дължина достигат до 9,7 cm.